# Света Варвара (Ковач)
„Света Варвара“ (на македонска литературна норма: „Света Варвара“) е поствизантийска църква в поречкото село Ковач, Северна Македония. Църквата е част от Бродското архиерейско наместничество на Дебърско-Кичевската епархия на Македонската православна църква – Охридска архиепископия. „Света Варвара“ е гробищна църква, еднокорабна сграда, градена от дялан камък и глина с частично запазена живопис, чиито стилистични характеристики говорят за третото десетилетие на XVII век. От запазената живопис прави впечатление огромната риба, с която се предава евхаристична символика. От същия зограф същият мотив се среща и в съседните църкви „Свети Атанасий“ в Ковач и „Свети Архангел Гавриил“ в Ореховец.